# Nancyrossita
La nancyrossita és un mineral de la classe dels òxids.

## Característiques
La nancyrossita és un hidròxid de fórmula química FeGeO₆H₅. Va ser aprovada com a espècie vàlida per l'Associació Mineralògica Internacional en el mes d’agost de l'any 2024. Va ser publicada a la revista internacional Mineralogical Magazine per Mark D. Welch et al. en el mes de febrer de 2025 amb el títol «Nancyrossite, FeGeO₆H₅, a new hydroxyperovskite». Cristal·litza en el sistema tetragonal. És l'anàleg de germani de la jeanbandyita.
Segons la classificació de Nickel-Strunz pertany a «04.FC: Hidròxids (sense V o U), amb OH, sense H₂O; octaedres que comparetixen angles». Les mostres que van servir per a determinar l'espècie, el que es coneix com a material tipus, es troben conservades a les col·leccions del Museu d'Història Natural de Londres (Anglaterra), amb els números de registre: BM2024,1, BM2024,2 i BM2024,3.

## Formació i jaciments
Va ser descoberta a la mina Tsumeb, que rep el nom de la localitat de Tsumeb, a la regió d'Oshikoto (Namíbia), sent aquest indret l'únic de tot el planeta on ha estat descrita aquesta espècie mineral.